# Jarohněvice
Jarohněvice (en allemand : Gernowitz ou précédemment : Jarochniowitz) est une commune du district de Kroměříž, dans la région de Zlín, en République tchèque. Sa population s'élevait à 314 habitants en 2025.

## Géographie
Jarohněvice se trouve à 4 km au sud-ouest du centre de Kroměříž, à 22 km à l'ouest-nord-ouest de Zlín, à 57 km à l'est-nord-est de Brno et à 231 km au sud-est de Prague.
La commune est limitée par Rataje à l'ouest et au nord, par Kroměříž au nord-est et à l'est, et par Šelešovice au sud.

## Histoire
La première mention écrite du village date de 1267. Jarohněvice se trouve dans la région historique de Moravie.

## Transports
Par la route, Jarohněvice se trouve à 4 km de Kroměříž, à 30 km de Zlín, à 68 km de Brno et à 274 km de Prague.